# Lamosina
Lamosina est une commune rurale malgache dans le district de Vohibato, dans la partie centrale de la région Haute Matsiatra.